# Pryaziornaja (obwód brzeski)
Pryaziornaja (biał. Прыазёрная; ros. Приозёрная, Prioziornaja; do 1969 roku Bałabanowicze) – wieś na Białorusi, w obwodzie brzeskim, w rejonie baranowickim, w sielsowiecie Nowa Mysz.
W dwudziestoleciu międzywojennym wieś leżała w Polsce, w województwie nowogródzkim, w powiecie baranowickim. W 1969 zmieniono nazwę wsi z Bałabanowicze na Pryaziornaja.
Znajduje tu się przystanek kolejowy Pryaziorny, leżący na linii Baranowicze – Wołkowysk.